# Stazione di Santa Croce
La stazione di Santa Croce o Santa Croce-Casello 13 è stata una fermata ferroviaria posta lungo la ex linea ferroviaria Bagnolo in Piano-Carpi dismessa nel 1955, era a servizio di Santa Croce frazione del comune emiliano di Carpi.

## Storia
La fermata entrò in servizio alcuni anni dopo l'attivazione della linea, avvenuta il 15 ottobre 1887 insieme alla tratta Correggio-Carpi dalla SAFRE (dal 1936 CCFR), fu concepita come casello con numerazione 13, non a caso la fermata è conosciuta come Santa Croce-Casello 13. La fermata continuò il suo esercizio fino alla sua chiusura avvenuta nel 1955, in seguito venne adibita ad abitazione privata.